# Kanton Albi-Ouest
Der Kanton Albi-Ouest war von 1985 bis 2015 ein französischer Wahlkreis im Arrondissement Albi, im Département Tarn der Region Midi-Pyrénées. Hauptort war Albi.

## Gemeinden
Der Kanton bestand aus einem Teil der Stadt Albi (angegeben ist die Gesamteinwohnerzahl, im Kanton lebten etwa 6.600 Einwohner der Stadt) und weiteren zwei folgenden Gemeinden:
| Gemeinde         | Einwohner Jahr | Fläche km² | Bevölkerungsdichte | Code INSEE | Postleitzahl |
| ---------------- | -------------- | ---------- | ------------------ | ---------- | ------------ |
| Albi             | 49.342 (2013)  | –          | – Einw./km²        | 81004      | 81000        |
| Marssac-sur-Tarn | 3.014 (2013)   | 7,17       | 420 Einw./km²      | 81156      | 81150        |
| Terssac          | 1.082 (2013)   | 5,43       | 199 Einw./km²      | 81297      | 81150        |